# Shing-Tung Yau

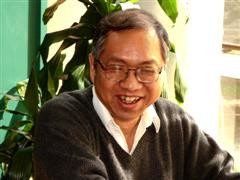
Shing-Tung Yau an der Harvard University (2004)

Shing-Tung Yau (chinesisch 丘成桐, Pinyin Qiū Chéngtóng, Jyutping Jau1 Sing4tung4, Yale Yau1 Sing4-Tung4; * 4. April 1949 in Shantou, Guangdong) ist ein US-amerikanisch-chinesischer Mathematiker und Dichter, der auf dem Gebiet der Differentialgeometrie, insbesondere der Calabi-Yau-Mannigfaltigkeiten, arbeitet. 1982 wurde ihm die Fields-Medaille und 2010 der Wolf-Preis der Mathematik verliehen, für 2018 der Marcel Grossmann Award zugesprochen.

## Leben
Yau wuchs in einer Familie mit sechs Geschwistern auf, seine Vorfahren lebten in Jiaoling (wie sein Geburtsort in Guandong). Sein Vater war ein Professor für chinesische Philosophie und starb, als Yau 14 Jahre alt war. Unter den Einfluss seines Vaters erwarb er breite Kenntnisse in klassischer chinesischer Literatur und Geschichte. Im Jahr 2006 veröffentlichte er einen Aufsatz (数学和中国文学的比较), um die strukturelle Beziehung zwischen Mathematik und chinesischer Literatur mit Bezug auf den Traum der Roten Kammer und Wang Guowei zu erläutern. Er ging mit seiner Familie nach Hongkong und studierte von 1966 bis 1969 an der Chinese University of Hong Kong Mathematik. Zur Promotion ging er an die University of California, Berkeley, wo er bei Shiing-Shen Chern 1971 den Doktorgrad erlangte. Anschließend ging er als Postdoc an das Institute for Advanced Study in Princeton und war zwei Jahre lang Assistenzprofessor an der Stony Brook University. 1974 wurde er Professor an der Stanford University. 1979 kehrte er an das Institute for Advanced Study zurück und war von 1984 bis 1987 Professor an der University of California, San Diego. Zwischen 1987 und 2022 war er Professor an der Harvard University. Seit April 2022 ist er Lehrstuhlinhaber für Mathematik an der Tsinghua-Universität, Peking.
Yau besitzt in China großen Einfluss und hohes Ansehen bei offiziellen Stellen und gründete Mathematikinstitute in Hongkong, Peking und Hangzhou. 2016 engagiert er sich auch für das Projekt eines weltgrößten Teilchenbeschleunigers in China. Das langfristig angelegte Milliardenprojekt (nach Yau ein Projekt vergleichbar mit dem der chinesischen Mauer) soll zunächst einen Elektronenbeschleuniger in einem unterirdischen Ring von 100 km Länge realisieren (CEPC), als Ersatz für den in Japan geplanten Linearbeschleuniger ILC, wofür China die Finanzierung übernehmen soll. Liegen genug Erfahrungen vor, soll der Tunnel für einen Protonenbeschleuniger benutzt werden (SPPC, 100 TeV), der dem Nachfolger des LHC Konkurrenz machen könnte. Der in China ebenso angesehene Physiker und Nobelpreisträger Chen Ning Yang hatte das Projekt allerdings schon als Geldverschwendung kritisiert, da die Forschungsgelder in anderen Bereichen besser genutzt werden könnten.
Zu seinen Doktoranden gehören Huai-Dong Cao, Mu-Tao Wang, Chiu-Chu Melissa Liu, Gang Tian, Richard Schoen (als Zweitgutachter neben Leon Simon), Valentino Tosatti, Kefeng Liu.

## Arbeiten
- 1977 bewies er eine Vermutung von Eugenio Calabi aus dem Jahr 1954, dass Kähler-Mannigfaltigkeiten mit verschwindender erster Chernklasse Ricci-flache Metriken haben (das heißt verschwindende Ricci-Krümmung).[4] Diese nach ihm und Calabi benannten Mannigfaltigkeiten spielen eine wichtige Rolle in der Stringtheorie.
- 1979 bewies er mit seinem Doktoranden Richard Schoen die Positivität der Energie in der Allgemeinen Relativitätstheorie.[5]
- In den 1990er Jahren leistete er wichtige Beiträge zur mathematisch strengen Begründung der Spiegelsymmetrie (Mirror-Symmetry) von Calabi-Yau-Mannigfaltigkeiten, die zuerst von Physikern in der Stringtheorie 1991 entdeckt wurde[6] (etwa gleichzeitig mit Alexander Givental).
- Er war Cheforganisator von Strings 2006, einer internationalen Konferenz zur Stringtheorie, die in der Großen Halle des Volkes in Peking stattfand.

## Kontroverse über die Poincaré-Vermutung
In einem Artikel des New Yorker vom August 2006 wurde behauptet, Yau würde die Leistung Grigori Perelmans beim Beweis der Poincaré-Vermutung herunterspielen und seine eigenen Arbeiten bzw. die seiner Mitarbeiter beim Ausarbeiten des Beweises aufbauschen. Yau fühlte sich von diesem Artikel diffamiert und drohte mit einer Anklage. Das Resultat war, dass das Magazin nichts von der Behauptung zurücknahm, es aber auch zu keiner Anklage kam. Stattdessen startete Yau im September 2006 eine Internetseite, auf welcher er seine Haltung genauer darlegte und auch starke Unterstützung von renommierten Mathematikern bekam. Etwas später wurde die Perelman-Affäre halbwegs beigelegt: Während einige Kollegen nach wie vor eine reservierte Haltung Yau gegenüber einnahmen, wurde doch anerkannt, dass Yau den Perelman-Beweis einer breiteren mathematischen Öffentlichkeit zuführte, indem er seinen wahren Kern zutage beförderte.

## Schriften
- Herausgeber des Journal of Differential Geometry. 1982 veröffentlichte er eine Liste von 120 offenen Problemen in der Differentialgeometrie.[10]
- Herausgeber mit Leung Geometry of special holonomy and related topics, International Press 2011
- Herausgeber mit Wolpert, Li Geometry of Riemann surfaces and their moduli spaces, International Press 2009
- Herausgeber mit Gu Computational Conformal Geometry, International Press 2008
- Herausgeber mit Cao Geometric Flows, International Press 2008
- Tsing Hua Lectures on Geometry and Analysis, International Press 1997
- Herausgeber Differential Geometry inspired by String Theory, International Press 1999
- Herausgeber Essays on Mirror Manifolds, International Press 1992
- Herausgeber Mathematical Aspects of String Theory, World Scientific 1987
- mit Steve Nadis: The shape of inner space. String theory and the geometry of the universe`s hidden dimensions. Basic Books 2013
- mit Steve Nadis: The shape of a life. One mathematician's search for the universe's hidden geometry, Yale UP 2019

## Auszeichnungen
Yau erhielt mehrere bedeutende Auszeichnungen. Unter anderem die Fields-Medaille (1982), eine Sloan Research Fellowship (1974), eine MacArthur Fellowship (1985), den Oswald-Veblen-Preis (1981), den John J. Carty Award (1981), den Crafoord-Preis (1994), die National Medal of Science (1997), den Wolf-Preis (2010) und den Chern-Preis (2019). 1978 hielt er einen Plenarvortrag auf dem ICM in Helsinki (The Role of Partial Differential Equations in Differential Geometry). Er ist Fellow der American Mathematical Society und Mitglied u. a. der American Academy of Arts and Sciences (1983) und der National Academy of Sciences (1993). 2023 wurde er mit dem Shaw Prize für Mathematik ausgezeichnet.